# Schizopus sallei
Schizopus sallei är en skalbaggsart som beskrevs av Horn 1885. Schizopus sallei ingår i släktet Schizopus och familjen Schizopodidae.

## Underarter
Arten delas in i följande underarter:
- S. s. sallei
- S. s. nigricans